# Jagdpanzer

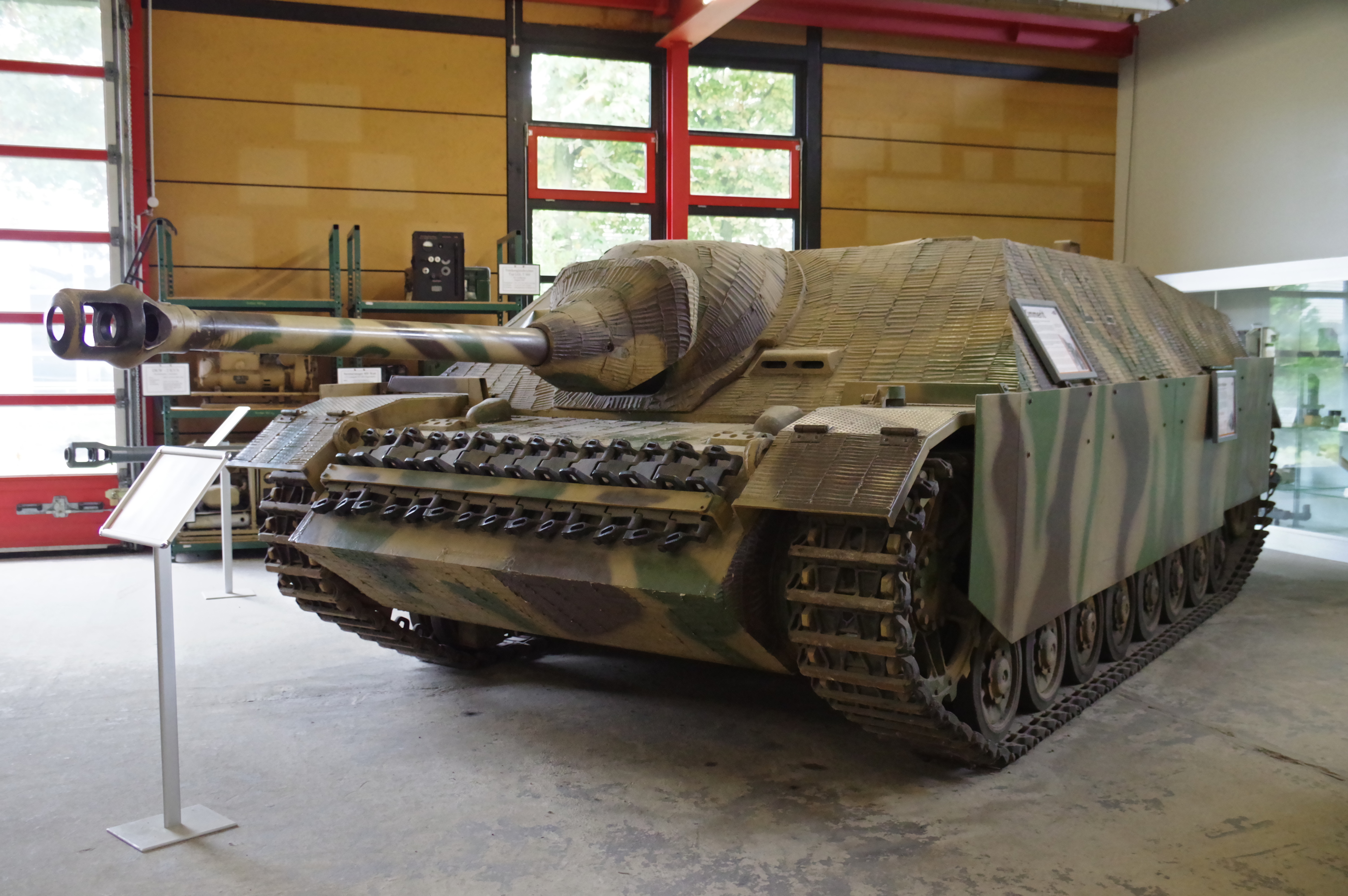
Jagdpanzer IV (früh) – Panzermuseum Munster

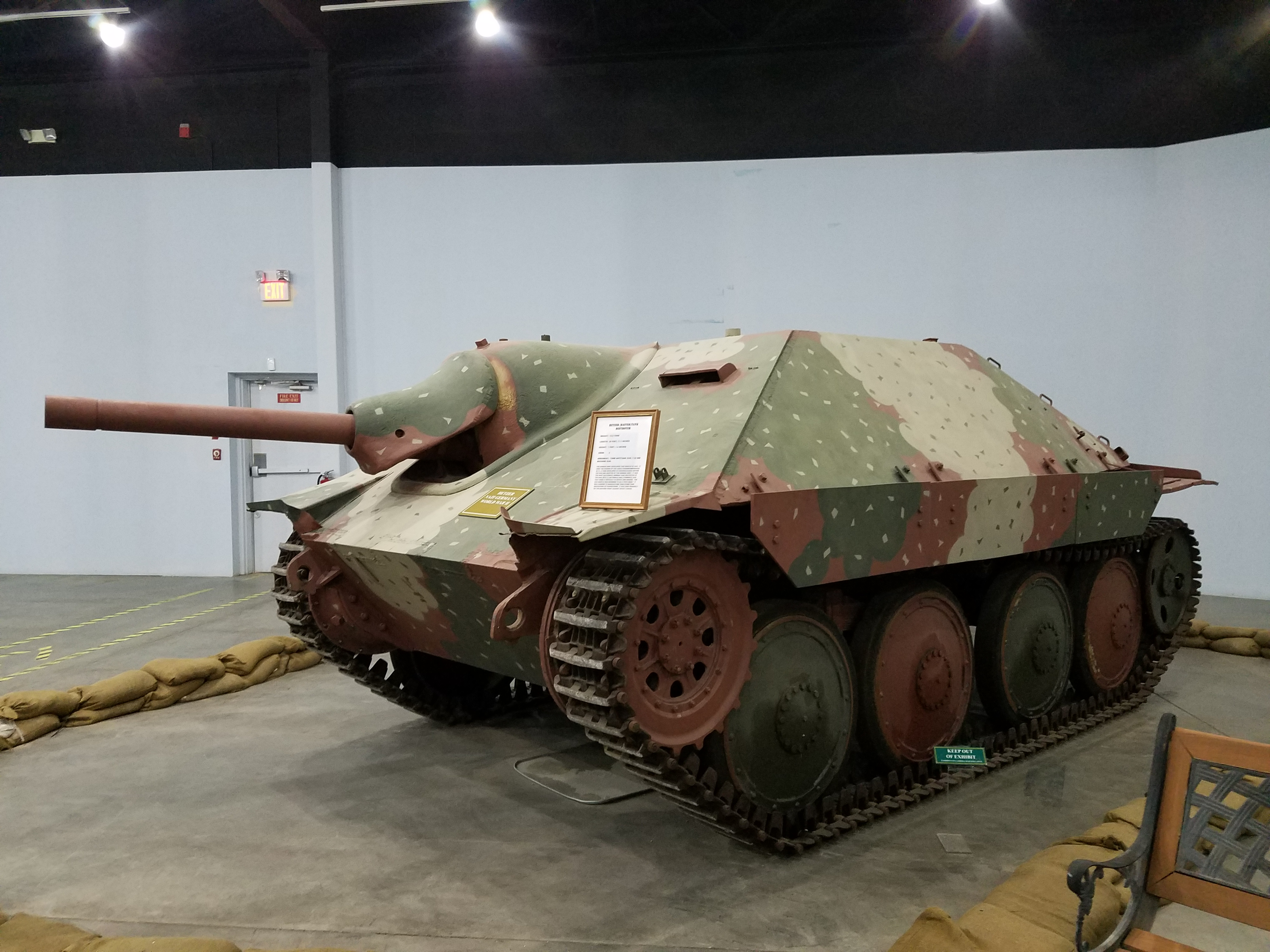
Jagdpanzer 38 – Fort Bliss Museum

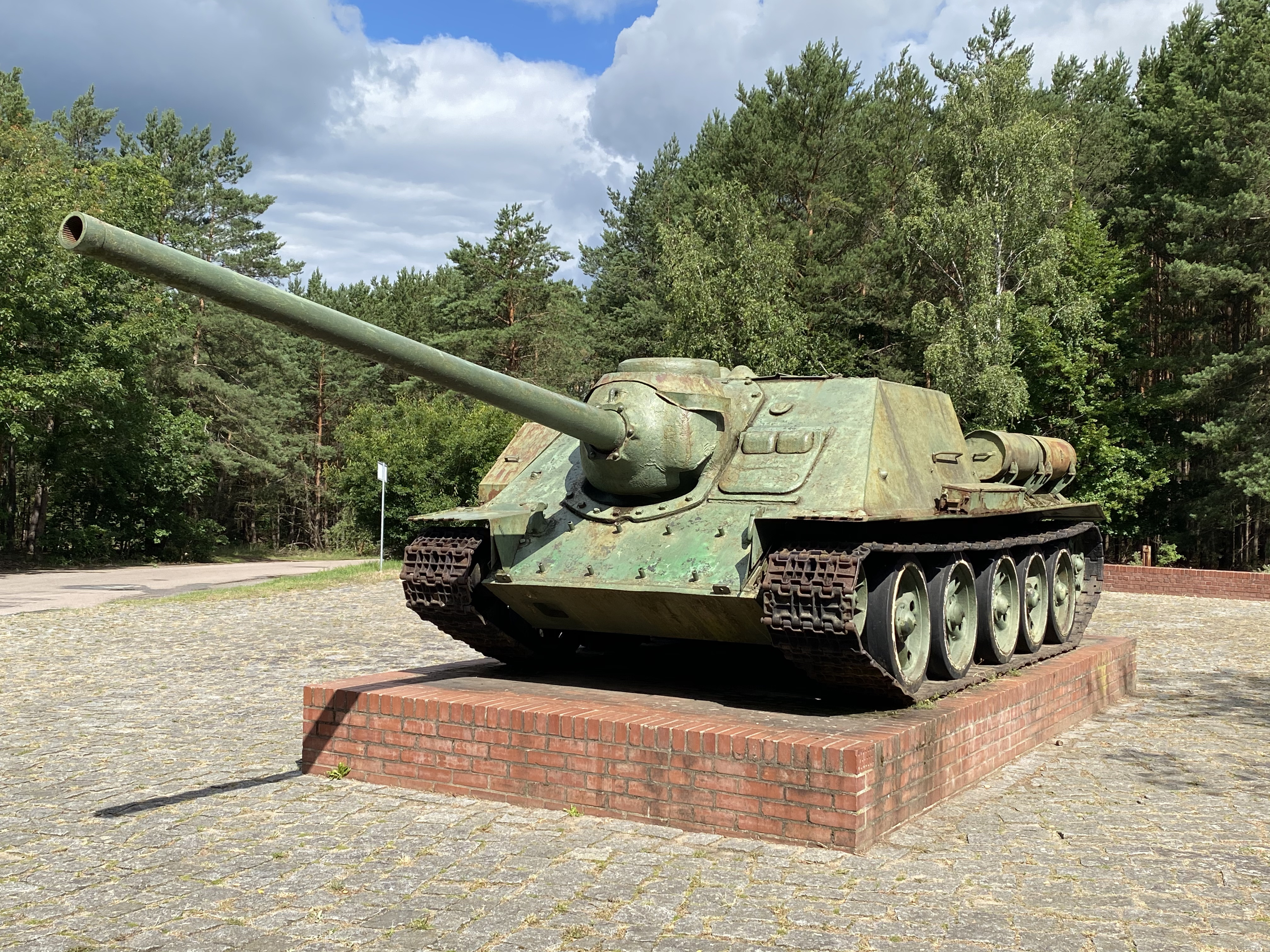
SU-100 – Ehrenmal Ravensbrück

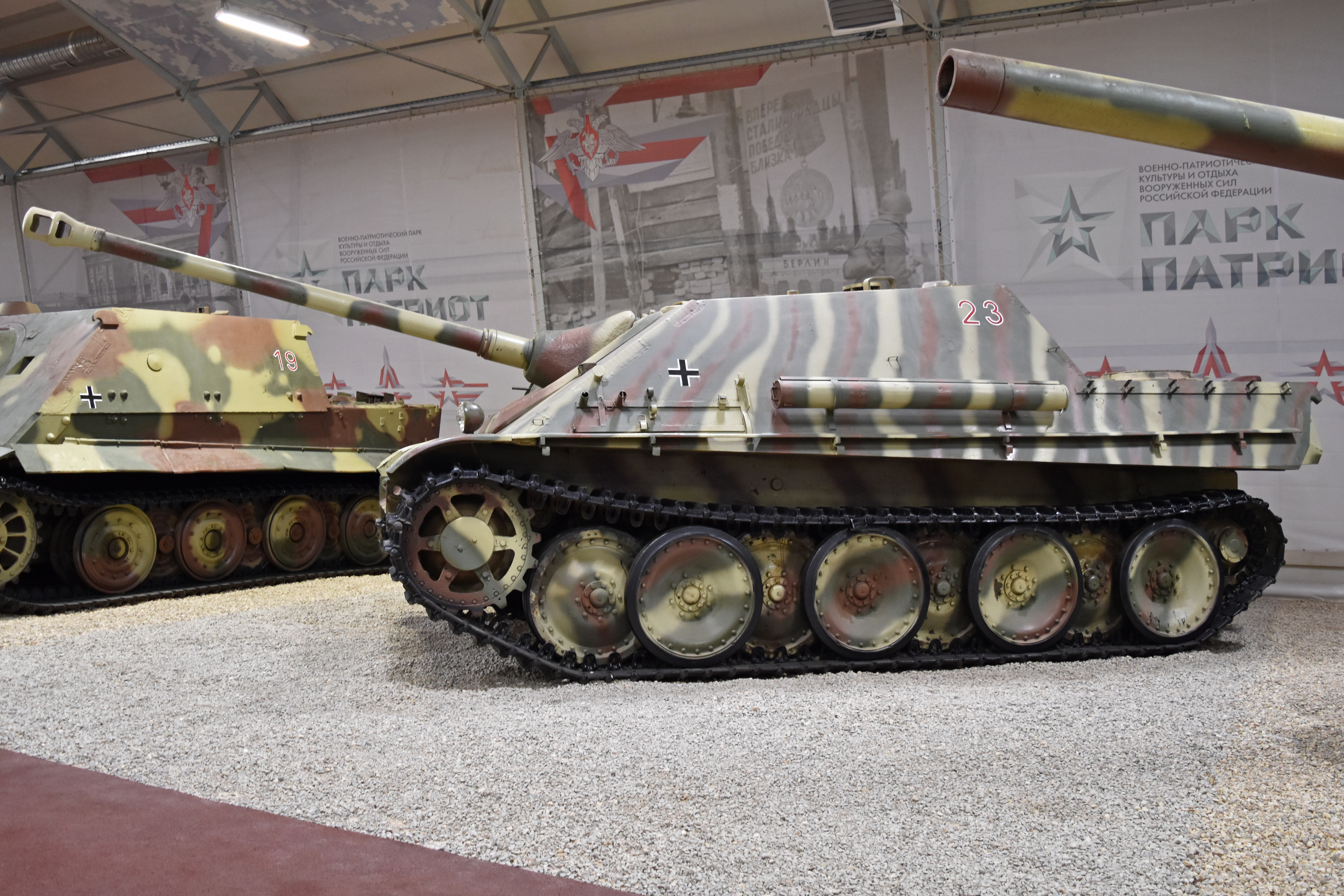
Jagdpanther, ausgestellt im Park Patriot

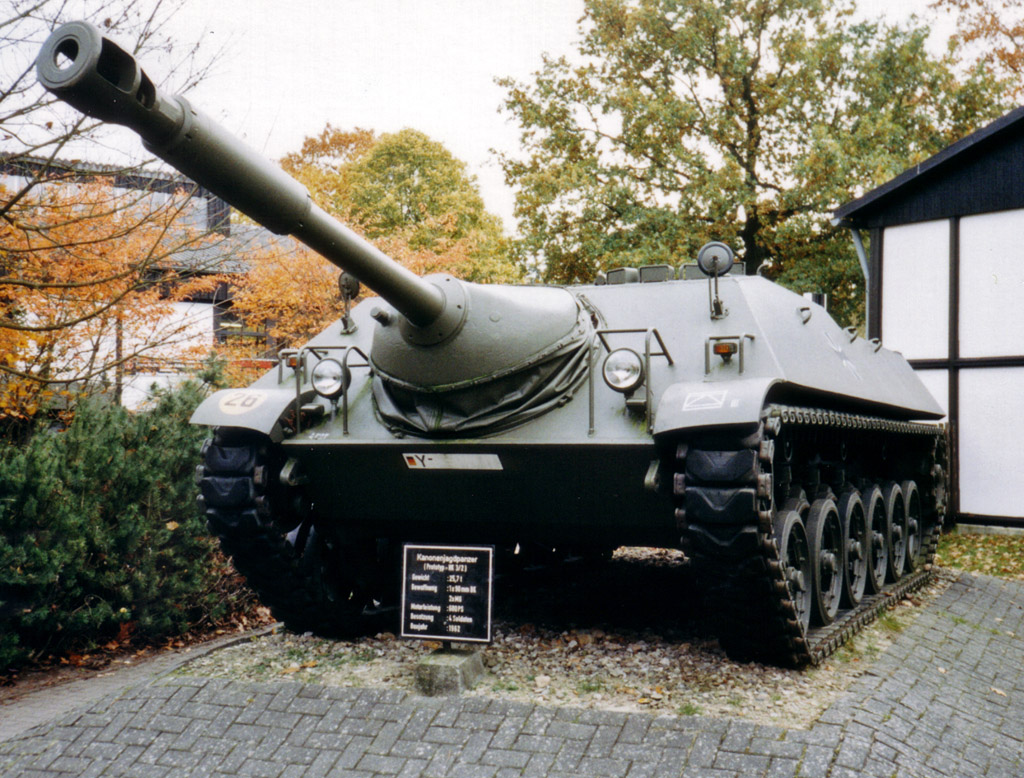
Jagdpanzer Kanone 90 mm (Prototyp)

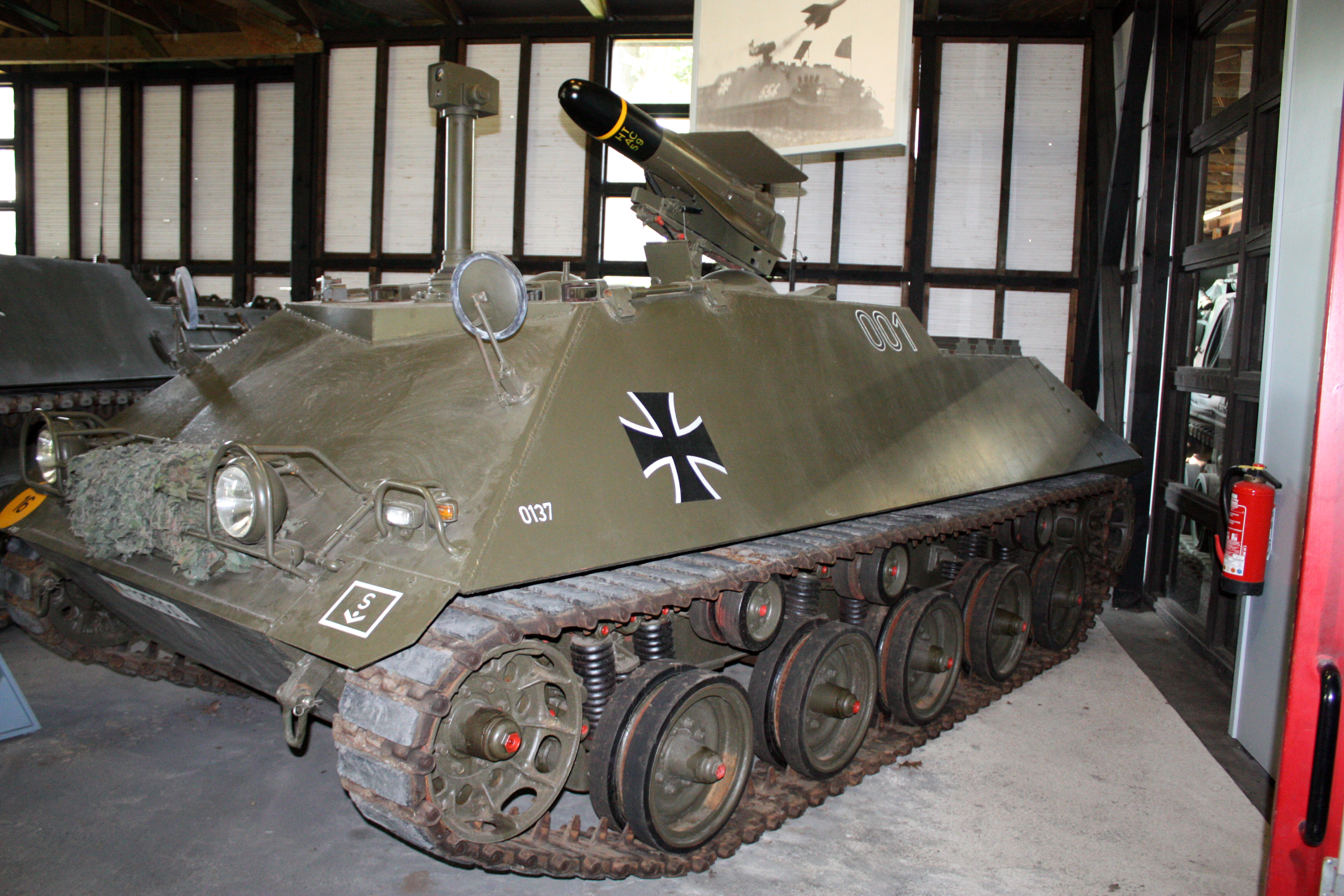
Raketenjagdpanzer Jaguar

Ein Jagdpanzer (JPz) ist ein zur Panzerabwehr konzipiertes gepanzertes Fahrzeug auf dem Fahrgestell eines Panzers mit in der Regel geringer Fahrzeughöhe.
Zu unterscheiden ist der Jagdpanzer von der Gattung der Panzerjäger-Selbstfahrlafetten (auch kurz „Panzerjäger“).

## Hintergrund
Die Kategorie der Jagdpanzer ging aus zwei unterschiedlichen Aspekten der Panzertechnologie hervor. Bereits früh in der Entwicklung der Panzerkampfwagen-Technologie wurde erkannt, dass größere und schwerere Geschütze nur schwierig in Drehtürmen zu montieren waren. In der Folge besaßen die ersten in Serie gebauten Panzerkampfwagen überwiegend keine Türme, oder sie waren nur leicht bewaffnet, wie der Renault FT.
In der Schlacht von Cambrai kam es im Ersten Weltkrieg erstmals zum Aufeinandertreffen gegnerischer Panzertypen, und das Bekämpfen gegnerischer Panzerfahrzeuge wurde zum Thema.
Die Möglichkeit, Artilleriegeschütze zum Bekämpfen von Bunkern und gegnerische Panzern einzusetzen, war zu Ende des Ersten Weltkrieges hinreichend bekannt.
Es folgten Versuche mit überschweren Mehrturmpanzern, von denen Frankreich den Char 2C und die Sowjetunion den T-35 tatsächlich einführten und Deutschland das Neubaufahrzeug schuf. Der schwere französische Panzer Char B1 entstammte ebenfalls dieser grundsätzlichen Konzeption, wenn auch, da kleiner, tatsächlich moderner. Er hatte in der Fahrzeugwanne eine Haubitze mit minimalem Seitenrichtbereich montiert und einen Drehturm mit einer Kanone, die panzerbrechende Munition verschießen konnte. Hierbei wurden Kanonen montiert, die sowohl in einem größeren Kaliber Sprenggranaten als auch panzerbrechende Munition verschießen konnten. Diese großen und langsamen Fahrzeuge waren ein leichtes Ziel für die reguläre Artillerie und kaum zu transportieren, so dass in den Folgejahren andere, kleinere Panzertypen, dafür aber in größerer Stückzahl gebaut wurden.
An dieser Stelle teilt sich die Entwicklungsgeschichte in den Zweig der Panzerjäger und der artilleristisch wirkenden Unterstützungspanzer.
Schon im Ersten Weltkrieg gab es erste Tankjäger. Hierbei handelte es sich um auf Kraftwagen montierte Geschütze (meist Feldgeschütze, aber auch Flugabwehrkanonen), die Panzer aus kurzen Entfernungen im direkten Richten bekämpfen konnten.
Seit Mitte der 1920er-Jahre beschäftigte man sich kontinuierlich mit der Frage der Panzerabwehr. In den verschiedenen Nationen gab es dazu unterschiedliche Sichtweisen und Ansätze. Gemeinsam war allen, dass fast alle Nationen einen Bestand an Panzerabwehrkanonen im Kaliberbereich von 2 bis 4 cm aufbauten. In größerer Serie gefertigte Panzerjäger oder Panzerzerstörer gab es zu dieser Zeit noch nicht.
Erst zu Beginn des Zweiten Weltkrieges wurden vermehrt Panzerabwehrkanonen und schwere Flakgeschütze auf Fahrzeugen montiert, um diese schnell verlegen zu können bzw. feuerbereit an den erkannten Gegner heranbringen zu können. Beispiele hierfür sind der deutsche Panzerjäger I, die italienische Semovente L3 da 47/32, frühe sowjetische Fahrzeugkonzepte und die deutsche 8,8-cm-Bunkerflak auf Sd.Kfz. 8. Fahrzeuge wie diese begründeten die offizielle Kategorie der Panzerjäger (englisch Tank Destroyer), die anfänglich dadurch gekennzeichnet war, dass die Waffe ein größeres Kaliber hatte, als man in einem geschlossenen Drehturm auf dem Fahrgestell hätte montieren können und bei denen zugunsten dieser Bewaffnung auf eine schwere Panzerung verzichtet wurde.
Die zweite Linie, welche letztlich zu den Jagdpanzern führte, war die Klasse der überpanzerten Artilleriegeschütze auf Kettenfahrzeugen. Eines der wichtigsten Fahrzeuge dieser Entwicklungslinie war in Deutschland das Sturmgeschütz, welches Panzerschutz und ein leistungsfähiges Geschütz zur unmittelbaren Unterstützung in der Frontlinie vereinte. Da diese Fahrzeuge auch erfolgreich leichte gegnerische Panzer ausschalten konnten, wurde die Entwicklung mit einer leistungsfähigeren Kanone konsequent fortgeführt und sofern man das Sturmgeschütz nicht als eigene Kategorie betrachtet handelt es sich hier, ab ca. 1942 mit einem langen Rohr um einen Jagdpanzer. Die ersten tatsächlichen Jagdpanzer aus deutscher Fertigung waren die frühen Jagdpanzer IV.
Das Konzept des Sturmgeschützes zeigte jedoch eindeutig, dass es möglich, effektiv und kostengünstig war, vollständig gepanzerte, spezialisierte Fahrzeuge zur Panzerabwehr zu konstruieren, wodurch die Besatzungen der Panzerjägerverbände einen besseren Schutz erhielten. Die Besatzungen der Panzerjäger wurden mit den neuen Panzerjägern, den Jagdpanzern, ausgerüstet und die Ausrüstung veränderte sich zugunsten der geschlossenen Fahrzeuge.
Ursprünglich waren Jagdpanzer mit einer Kanone als Hauptbewaffnung ausgestattet, ab der Mitte des 20. Jahrhunderts auch mit Panzerabwehrlenkraketen. Nach den massiven Einsätzen während des Zweiten Weltkriegs wurden diese Fahrzeuge auch während des Kalten Krieges noch in großen Stückzahlen einsatzbereit gehalten. Inzwischen sind sie jedoch nahezu gänzlich verschwunden. Ihre taktische Rolle haben mit Panzerabwehrlenkraketensystemen ausgestattete Schützenpanzer oder Panzerabwehr-/Kampfhubschrauber übernommen.

## Varianten
Jagdpanzer gibt es in den Ausführungen:
- turmloser Kasemattpanzer – Durch den Verzicht auf einen Turm konnte man diese Gattung mit extrem niedriger Silhouette bauen.
- Raketenjagdpanzer

## Modelle
Jagdpanzer der Wehrmacht
- Jagdpanzer 38
- Jagdpanzer IV
- Jagdpanther
- Jagdtiger
- Panzerjäger Tiger (P) Ferdinand/Elefant

## Geschichte
Da im Verlauf des Zweiten Weltkrieges ein Wettrüsten zwischen Durchschlagsleistung der Panzerabwehrwaffen und der Panzerung von Kampffahrzeugen erfolgte, wurde bereits 1940 ein Punkt erreicht, an dem es schwierig wurde, Panzerabwehrkanonen im Mannschaftszug zu bewegen. Da jedoch die Überraschung, die eigene Deckung und der Hinterhalt ein entscheidendes Element für eine erfolgreiche Panzerabwehr darstellten, mussten Panzerabwehrkanonen häufig die Stellung wechseln. Gezogen hinter Lastkraftwagen oder Halbkettenfahrzeugen war das Instellunggehen oder das „Abbauen“ einer Stellung unter Artillerie- oder Handwaffenbeschuss eine gefährliche Angelegenheit. Oft dauerte es lange, ein schweres Geschütz wieder feuerbereit zu machen.
Die erste Lösung waren Panzerjäger-Selbstfahrlafetten, wie der eingangs erwähnte Panzerjäger I, doch der hohe Aufbau und der nur leichte Panzerschutz legte bereits fest, wer beim Duell Panzer gegen Panzerjäger der Sieger war, sobald die Selbstfahrlafette aufgeklärt war, was regelmäßig der Fall war, sobald das Feuer eröffnet wurde und der Panzer nah genug war, um mit der eigenen Bewaffnung anzugreifen.
Die Lösung erwuchs aus den Erfahrungen mit den Sturmgeschützen und den Panzerjägern gemeinsam. Es waren weitreichende Waffen, eine Panzerung gegen Artilleriefeuer und eine gute Frontalpanzerung erforderlich, um Fahrzeuge zu schaffen, die gegnerische Panzergruppen erfolgreich bekämpfen konnten.
In der Gesamtbetrachtung handelt es sich also bei dem Jagdpanzer um eine Panzerjäger-Selbstfahrlafette spezieller Bauart.
Jagdpanzer trugen in der Folge meist deutlich größere und stärkere Kanonen als die entsprechenden Kampfpanzer, aus denen sie hervorgingen (z. B. Panther: 75 mm → Jagdpanther: 88 mm / T-34/85: 85 mm → SU-100: 100 mm). Dies führte zu einer größeren Wirkung und Reichweite. Das Fahrzeug wurde grob auf das Ziel ausgerichtet, während der Richtschütze die Feinausrichtung übernahm. Bauartbedingt betrug der Seitenrichtbereich der Kanone nur einige Grad. Die niedrigere Silhouette sowie eine höhere spezifische Leistung kamen der bevorzugten Kampftaktik entgegen: Der Jagdpanzer lauerte getarnt feindlichen Panzern auf, eröffnete überraschend das Feuer und zog sich zurück, sobald das Abwehrfeuer zu stark wurde, um erneut getarnt in Lauerstellung zu gehen. Zur Abwehr von Infanterieangriffen wurde häufig ein Bug-MG verbaut. Der turmlose, Kasemattaufbau war außerdem billiger und einfacher herzustellen als ein Drehturm und es konnten Fahrgestelle veralteter Typen weiter verwendet werden. Ein Beispiel dafür ist der Panzer 38 (t), der über den Panzerjäger Marder III letztlich zum Jagdpanzer 38 wurde.
Im Zweiten Weltkrieg waren Jagdpanzer wie der Jagdpanther mit seiner 8,8-cm-Pak sehr erfolgreich bei der Panzerabwehr.
Nach dem Ende des Zweiten Weltkrieges verfügte insbesondere die Sowjetunion noch über größere Jagdpanzerbestände. Erbeutete deutsche Fahrzeuge wurden von den Alliierten teils in andere Länder verkauft.
Eine Renaissance erlebten die Jagdpanzer im Rahmen der westdeutschen Wiederaufrüstung. Der auf dem Fahrgestell des Leopard 1 basierende Kanonenjagdpanzer wurde eines der frühen Waffensysteme der Bundeswehr.
Mit der Einführung von leichten Lenkwaffensystemen, die oft auf Fahrgestellen von leichteren Panzern, wie Schützenpanzern oder Spähpanzern aufgebaut sind, trifft wohl auf diese heute wieder eher der Begriff des Panzerjägers zu. Denn das für einen Jagdpanzer entscheidende Element der Duellfähigkeit fehlt diesen Waffensystemen.
Noch in die Kategorie des Jagdpanzers gezählt, waren die ersten Nachfolger der Kanonenjagdpanzer nur leicht gepanzert, aber sehr schnell und mit weitreichenden Panzerabwehrlenkflugkörpern bewaffnet, wie z. B. der Jaguar, der feindliche Panzer bis zu einer Entfernung von 3750 m bekämpfen konnte.
Die Aufgaben der Jagdpanzer werden mittlerweile in den meisten Fällen von Kampfhubschraubern und von mit Panzerabwehrraketen bewaffneter Infanterie übernommen.